# Hyphodontia stipata
Hyphodontia stipata är en svampart som först beskrevs av Elias Fries, och fick sitt nu gällande namn av Robert Lee Gilbertson 1971. Hyphodontia stipata ingår i släktet Hyphodontia och familjen Schizoporaceae.   Inga underarter finns listade i Catalogue of Life.